# Col de Balme
Le col de Balme est un col des Alpes qui se trouve à la frontière entre la France et la Suisse, entre la vallée de Chamonix en Haute-Savoie et la vallée du Trient dans le canton du Valais. Il se trouve à 2 190 ou 2 191 m d'altitude.

## Tourisme
Le col de Balme se trouve sur le sentier de grande randonnée Tour du Mont-Blanc. D'autres sentiers passent au col, qui le relient au col des Posettes, aux alpages de Charamillon ou encore au refuge Albert-Ier du côté savoyard et à l'alpage des Herbagères, au village de Trient, au Bisse du Trient et au village du Châtelard du côté valaisan.
Le col est accessible par remontées mécaniques de la compagnie du Mont-Blanc, à partir du village du Tour (commune de Chamonix-Mont-Blanc) : d'abord la télécabine de Charamillon, puis le télésiège des Autannes (qui n'aboutit pas exactement au col de Balme).
Un refuge (privé) y est installé, qui offre des dortoirs ainsi qu'un service de restauration.